# Siroco San-Pédro
Il Sirocco FC è una società calcistica ivoriana con sede a San Pédro.
Il club ha sempre militato nella Ligue 2 locale, senza mai essere promosso, a differenza dei rivali cittadini del San Pedro FC, in Ligue 1 (Costa d'Avorio) dalla stagione 2016-2017.
In questa squadra ha mosso i primi passi l'ex bomber del Werder Brema e della nazionale ivoriana Boubacar Sanogo.

## Rosa
- Noël Blagnon
- Willy Gohoré

## Record

### Anno per anno
| Anno      | Lega    | Posizione Finale | Punti |
| --------- | ------- | ---------------- | ----- |
| 2013-2014 | Ligue 2 | 9°               | 25    |
| 2014-2015 | Ligue 2 | 11°              | 24    |
| 2015-2016 | Ligue 2 | 11°              | 23    |
| 2016-2017 | Ligue 2 |                  |       |
| 2017-2018 | Ligue 2 | 10°              | 23    |
| 2018-2019 | Ligue 2 | 9°               | 26    |
| 2019-2020 | Ligue 2 | 11°              | 15    |
| 2021      | Ligue 2 | 7°               | 15    |